# The Automatic Box
The Automatic Box és una box set de quatre discs de la banda estatunidenca de rock alternatiu R.E.M., publicada el desembre de 1993 a Alemanya per la Warner Bros.. Consisteix bàsicament en una compilació de les de cares-B a l'àlbum Automatic for the People, tot i que també n'hi ha d'èpoques anteriors.

## Llista de cançons
Totes les cançons foren escrites i compostes per Bill Berry, Peter Buck, Mike Mills i Michael Stipe. 
| 1. | «It's a Free World Baby» | 5:11 |
| 2. | «Fretless»               | 4:49 |
| 3. | «Chance (Dub)»           | 2:32 |
| 4. | «Star Me Kitten» (demo)  | 3:04 |

| 1. | «Winged Mammal Theme»            | 2:55 |
| 2. | «Organ Song»                     | 3:28 |
| 3. | «Mandolin Strum»                 | 3:45 |
| 4. | «Fruity Organ»                   | 3:26 |
| 5. | «New Orleans Instrumental No. 2» | 3:48 |

| 1. | «Arms of Love»            | Robyn Hitchcock                                  | 3:35 |
| 2. | «Dark Globe»              | Syd Barrett                                      | 1:51 |
| 3. | «The Lion Sleeps Tonight» | Luigi Creatore, Hugo Peretti, George David Weiss | 2:41 |
| 4. | «First We Take Manhattan» | Leonard Cohen                                    | 6:06 |

| 1. | «Ghost Rider»                                   | Martin Rev, Alan Vega | 3:44 |
| 2. | «Funtime»                                       | David Bowie, Iggy Pop | 2:14 |
| 3. | «Memphis Train Blues»                           |                       | 1:38 |
| 4. | «Pop Song 89» (acústica)                        |                       | 3:03 |
| 5. | «Everybody Hurts» (directe als MTV Awards 1993) |                       | 4:56 |